# Óscar Freire
Óscar Freire Gómez (Torrelavega, Cantabria, 15 de fevereiro de 1976) é um ciclista profissional espanhol que participa de competições de ciclismo de estrada. Sua especialidade é o sprint. Entre seus principais triunfos figuram três etapas na Volta da França e três etapas na Volta da Espanha. Participou de três Jogos Olímpicos, Sydney 2000, Atenas 2004 e Pequim 2008.